# Knotenblech
Ein Knotenblech ist ein Element des Stahlbaus oder Holzbaus zur Verbindung von einzelnen Trägern aus Stahl- oder Holzprofilen. Knotenbleche gelten als Gelenkpunkte eines Tragwerks, insbesondere bei einem Fachwerk.
Hergestellt wird ein Knotenblech aus einem Stück Stahlblech, das mit Bohrungen zur Aufnahme von Nieten oder Schrauben versehen ist. Die Dicke des Bleches kann je nach Art des Tragwerkes bis zu einige Zentimeter betragen.
Bei Schweißkonstruktionen wird durch Knotenbleche eine Anhäufung von Schweißnähten in einem Punkt vermieden. Ergebnis ist ein besserer Kraftfluss und eine höhere Dauerfestigkeit. Bei Rohrrahmen (Beispiel Motorradrahmen) können durch Knotenbleche besonders beanspruchte Verbindungspunkte versteift werden, beispielsweise am Lenkkopf.
Im Karosseriebau bezeichnet man als Knotenbleche profilbildende Blechziehteile, welche die Übergänge in den Knotenpunkten (A-/B-/C-/D-Säule) darstellen. Merkmal ist das Zusammentreffen mehrerer Profilquerschnitte aus mindestens zwei Koordinatenrichtungen. Deutlich erkennbar sind i. d. R. die Knotenbleche im oberen Knoten der hinteren Säulen (C- oder D-Säule).
Wichtigste Funktion eines Knotenblechs in einem Tragwerk ist es, das punktgenaue Zusammentreffen der Schwerelinien der Tragwerk-Profile zu gewährleisten; diese Kreuzungspunkte bezeichnet man auch als Knoten.